# مار دي كريستال (محطة مترو أنفاق مدريد)
مار دي كريستال (بالإسبانية: Mar de Cristal)‏ هي محطة مترو أنفاق في مدريد في إسبانيا، تقع على الخط رقم 4,8.